# Марс-1М № 2
«Марс-1М № 2», інші назви «1М № 2», «Марс-1960Бі» (англ. Mars 1960B), «Марснік-2» (англ. Marsnik 2), «Корабель-5» — радянський космічний апарат типу 1М. Другий запуск за програмою Марс. Апарат мав досліджувати міжпланетний простір між Землею і Марсом, а також сфотографувати поверхню Марса з пролітної траєкторії 15 травня 1961 року.
Офіційно апарат не отримав ніякої назви, оскільки не вийшов на орбіту, але розробники його називали «1М № 2»

## Опис
Апарат був циліндром зі сферичною верхньою частиною масою 640 кг, висотою 2 метри, діаметром 1,05 м. Дві панелі сонячних батарей площею 2 м² кріпилися в радіальному напрямі з обох сторін циліндричного корпусу та мали заряджати срібно-цинкові акумулятори. Сонячно-зірковий датчик мав забезпечувати орієнтацією панелей сонячних батарей на Сонце для заряджання акумуляторів.
На зовнішній поверхні корпусу було прикріплено параболічну антену з високим коефіцієнтом підсилення діаметром 2,33 м для зв'язку і передачі даних на Землю на дециметрових хвилях з частотою 922,8 МГц і довжиною хвилі 8 см. Для орієнтації антени на Землю мала використовуватись радіопеленгування.
Ззовні було встановлено наукові прилади загальною масою 10 кг: магнітометр, радіометр, детектор іонізації плазми для виміру параметрів сонячного вітру, детектор мікрометеоритів, лічильник космічних променів, спектральний рефлектометр для виявлення вуглеводнів — можливих ознак наявності життя на Марсі. У нижній частині космічного апарата було встановлено двигун на несиметричному диметилгідразині та азотній кислоті для корекції траєкторії польоту.
Верхня частина апарата була герметичним сферичним відсіком для фототелевізійної камери, наповненим азотом під тиском 1,2 атмосфери. Камера мала здійснювати знімки крізь оглядове вікно при виявленні детекторами освітленої Сонцем поверхні Марса і надсилати на Землю.

## Запуск
14 жовтня 1960 року о 13:51:03 UTC з космодрому Байконур ракетою-носієм «Молнія» було запущено космічний апарат «Марс-1М № 2» типу 1М. Для запуску використовувалась нова ракета-носій із додатковим четвертим ступенем — розгінним блоком «Блок-Л».
На 290 с польоту не увімкнувся двигун третього ступеня 8Д715К внаслідок замерзання ущільнення в клапані подачі рідкого кисню.